# Дурай
Дурай (пол. Duraj) — село в Польщі, у гміні Паженчев Зґерського повіту Лодзинського воєводства.